# Santa María de Belén
Santa María de Belén (en français : Sainte-Marie de Bethléem), fut l'une des premières implantations espagnoles sur le continent américain, en 1502, sur la côte du Panama. Elle eut une existence éphémère et disparut après le départ de l'explorateur Christophe Colomb.
Le 2 novembre 1502, Christophe Colomb et ses quatre bateaux du quatrième et dernier voyage découvrent la baie de Portobelo et repartent vers le Río Belén. Colomb signale au roi d’Espagne : "J’ai vu sur cette terre de Veraguas plus de signes de la présence d’or les deux premiers jours qu’à Hispañola en quatre ans". Peu après, Christophe Colomb démantèle la Gallega, prisonnière sur le fleuve d'une barre de sable, pour construire Santa María de Belen, en bois du navire. Les mines d'or que Colomb découvrit étaient éloignées de huit lieues du port de Santa-Maria de Belen, précise-t-il dans son récit.